# Vedtofte Sogn
Vedtofte Sogn er et sogn i Assens Provsti (Fyens Stift).
I 1800-tallet var Vedtofte Sogn anneks til Søllested Sogn. Begge sogne hørte til Båg Herred i Odense Amt. Søllested-Vedtofte sognekommune blev ved kommunalreformen i 1970 indlemmet i Glamsbjerg Kommune, som ved strukturreformen i 2007 indgik i Assens Kommune.
I Vedtofte Sogn ligger Vedtofte Kirke.
I sognet findes følgende autoriserede stednavne:
- Brahesholm (ejerlav, landbrugsejendom)
- Hesle (bebyggelse, ejerlav)
- Kistebroen (bebyggelse)
- Mellemballe (bebyggelse)
- Sivholm (bebyggelse)
- Uglebjerg (bebyggelse)
- Vedtofte (bebyggelse, ejerlav)
- Voesbjerg Skov (areal, bebyggelse)